# Eugène-Ferdinand Buttura
Pour les articles homonymes, voir Buttura.
Eugène-Ferdinand Buttura, né et mort à Paris (12 février 1812 - 23 mars 1852), est un peintre français du XIXe siècle.

## Biographie
Buttura est un élève de Paul Delaroche et Édouard Bertin.
En 1837, il participe au concours du paysage historique du prix de Rome, dont le thème était « Apollon gardant les troupeaux d'Admète ». Il remporte le premier prix avec Apollon, berger, invente la lyre à sept cordes ; un autre élève de Bertin, Félix-Hippolyte Lanoüe, obtient le deuxième prix. 
En 2007, la Galerie nationale d'Écosse annonce qu'il aurait servi de modèle pour Étude de tête de Christ, un travail préparatoire de Delaroche pour un de ses décors de l'église de la Madeleine.